# Annelies Bredael
Annelies Bredael, född den 15 juni 1965 i Willebroek i Belgien, är en belgisk roddare.
Hon tog OS-silver i singelsculler i samband med de olympiska roddtävlingarna 1992 i Barcelona.